# Reprezentacja Ukrainy U-19 w piłce nożnej mężczyzn
Reprezentacja Ukrainy U-19 w piłce nożnej jest juniorską reprezentacją Ukrainy, sterowaną przez Ukraiński Związek Piłki Nożnej. Jest powoływana przez selekcjonera, w niej występować mogą wyłącznie zawodnicy posiadający obywatelstwo ukraińskie i którzy w momencie przeprowadzania imprezy docelowej (finałów Mistrzostw Europy) nie przekroczyli 19 roku życia. Zespół jeden raz uczestniczył w Mistrzostwach Europy U-19.
Zbirna U-19 powoływana jest od 1994. Wcześniej, do roku 2001 włącznie rozgrywano zawody w klasie U-18.
W 2000 zespół zdobył wicemistrzostwo kontynentu na Mistrzostwach Europy w Niemczech.
Srebrne medale otrzymali:
Witalij Rudenko, Roman Pasicznyczenko, Bohdan Szerszun, Fedir Prochorow, Anton Monachow, Pawło Kutas, Andrij Berezowczuk, Denys Stojan, Witalij Komarnycki, Witalij Łysycki, Wołodymyr Bondarenko, Artem Kuslij, Ihor Bendowski, Dmytro Kondratowicz, Rusłan Walejew, Andrij Herasymenko, Ołeksij Bielik, Andrij Matwiejew.
W 2004 roku Zbirna zagrała na Mistrzostwach Europy w Szwajcarii i dotarła do półfinału. W nim jednak w karnych uległa 2:4 Hiszpanii, która została potem mistrzem Europy.
Brązowe medale otrzymali:
Bohdan Szust, Ołeksandr Jacenko, Anatolij Kicuta, Dmytro Czyhrynski, Maksym Trusewicz, Hryhorij Jarmasz, Ołeksandr Alijew, Kostiantyn Krawczenko, Wołodymyr Samborski, Ołeksandr Sytnyk, Andriej Proszyn, Ołeksij Prochorow, Ołeksandr Maksymow, Serhij Rożok, Artem Miłewski, Dmytro Worobej, Ołeksandr Hładky, Iwan Kotenko, Łeonid Musin, Wołodymyr Polowy.
W 2009 na Mistrzostwach Europy na Ukrainie reprezentacja zdobyła mistrzostwo kontynentu.
Złote medale otrzymali:
Ihor Łewczenko, Dmytro Kusznirow, Temur Parcwanija, Serhij Krywcow, Maksym Biły, Witalij Wiceneć, Dmytro Korkiszko, Kyryło Petrow, Denys Harmasz, Artur Karnoza, Serhij Szewczuk, Wiaczesław Baziłewycz, Bohdan Butko, Jewhen Szachow, Serhij Rybałka, Witalij Kawerin, Dmytro Jeremenko, Ihor Czajkowski, Serhij Łohinow, Serhij Lulka.

## Występy w ME U-19
Uwaga: W latach 1982–2001 rozgrywano Mistrzostwa Europy U-18
- 2000: wicemistrz
- 2001: 3 miejsce w grupie
- 2002: Nie zakwalifikowała się
- 2003: Nie zakwalifikowała się
- 2004: 3-4 miejsce
- 2005: Nie zakwalifikowała się
- 2006: Nie zakwalifikowała się
- 2007: Nie zakwalifikowała się
- 2008: Nie zakwalifikowała się
- 2009: mistrz
- 2010: Nie zakwalifikowała się

## Selekcjonerzy
- 1993: nie była powoływana
- 1994:  Anatolij Końkow
- 1995:  Fedir Medwid´
- 1996-1999: nie była powoływana
- 2000:  Anatolij Kroszczenko
- 2001:  Wałentyn Łucenko
- 2002:  Wiktor Kaszczej
- 2003:  Anatolij Kroszczenko
- 2004:  Pawło Jakowenko
- 2005:  Jurij Kalitwincew
- 2006:  Anatolij Buznik
- 2007:  Ihor Żabczenko
- 2008:  Ołeksandr Łysenko
- 2009:  Jurij Kalitwincew
- 2010:  Anatolij Buznik
- 2011:  Ołeksandr Hołowko